# 欣厄姆 (麻薩諸塞州普查規定居民點)
欣厄姆（英語：Hingham）是位於美國麻薩諸塞州普利茅斯縣的一個普查規定居民點。

## 人口
根據2020年美國人口普查的數據，欣厄姆的面積為8.18平方千米，當中陸地面積為8.02平方千米，而水域面積為0.16平方千米。當地共有人口5979人，而人口密度為每平方千米730.93人。